# Щербаненко, Джорджо
Джорджо Щербаненко (настоящее имя и фамилия — Володимир Щербаненко) (итал. Giorgio Scerbanenco, 28 июля 1911, Киев — 27 октября 1969, Милан) — итальянский писатель русского происхождения, один из родоначальников итальянского криминального романа.

## Биография
Родился в семье офицера российской армии, погибшего во время Гражданской войны 1917—1920 гг. на юге бывшей Российской империи. В 1929 году эмигрировал в Италию вместе со своей матерью, итальянкой по происхождению. Жил на родине матери в Риме, затем переехал в Милан, где прошла вся его остальная жизнь.
В молодости перепробовал много профессий: работал грузчиком, разнорабочим, рекламным агентом, рабочим типографии и пр. Из-за финансовых проблем Джорджио Щербаненко не смог получить высшего образования. Сотрудничал с итальянскими женскими журналами, для которых писал любовные романы с продолжением.
Был активным участником литературно-поэтических вечеров Милана, где в то время жили и творили писатели и художники Сальваторе Квазимодо, Элио Витторини, Эудженио Монтале, Артуро Мартини, Ренато Гуттузо.
Долгий период времени жил и творил в г. Линьяно-Саббьядоро.
Джорджо Щербаненко умер в 1969 году, находясь на вершине популярности, и был похоронен в Милане.

## Творчество
Д. Щербаненко — признанный мастер детективного жанра в итальянской литературе, которого называли «итальянским Сименоном». Автор более 60 романов, нескольких тысяч рассказов, ряда киносценариев, множества статей, репортажей, рецензий.
Встреча с известным писателем и киносценаристом Чезаре Дзаваттини, со временем превратила никому не известного корректора в одного из самых знаменитых итальянских романистов.
Свой дебютный детективный роман Щербаненко опубликовал в 1940 году. Действие его первых романов разворачивалось, как правило, в США. В этих романах заметно влияние таких писателей, как Эдгар Уоллес и Вильям Райт.
Щербаненко был плодовитым автором — ежегодно на полках книжных магазинов Италии появлялись в печати его новые произведения: «Зеленая река», «Ангел с раненым крылом», «Иоганна, дочь леса», «Пещера философов», «Девушка без кавалеров», «Ни сегодня, ни завтра», «Кристина, которой не было», «Одно желание», «Встреча в Триесте», «Мы вдвоем и больше никого», «Свадебное путешествие» и др.
Писатель создал образ нового детектива — главного героя цикла его криминальных романов, сыщика Дуки Ламберти, бесстрашного борца за чистоту и справедливость в мире лжи, порока, корысти, каким стал его любимый туманный Милан, «деловое сердце» Италии.
Известность в Италии и за границей он получил, благодаря серии из четырёх романов, объединенных фигурой главного героя — Дуки Ламберти. Первый роман из этой серии «Частная Венера» Щербаненко издал в 1966 году. В своих романах Щербаненко особое внимание уделяет переживаниям и чувствам, которые испытывают жертвы преступлении, «маленькие люди». Это, а также реалистический, лишенный стереотипов подход в описании женских характеров особо выделяют детективы Дж. Щербаненко.

## Избранная библиографии
Квадрология с Дукой Ламберти
- Частная Венера (в России более известен под названием Венера без лицензии), (итал. Venere privata, Garzanti, 1966)
- Предатели по призванию, (итал. Traditori di tutti, Garzanti, 1966)
- Юные садисты, (итал. I ragazzi del massacro, Garzanti, 1968)
- Миланцы убивают по субботам, (итал. I milanesi ammazzano al sabato, Garzanti, 1969)